# Поас (кантон)
Поас (исп. Poás) — кантон в провинции Алахуэла Коста-Рики.

## География
Находится на юго-востоке провинции. Административный центр — Сан-Педро.

## История
Кантон был создан указом от 15 октября 1901 года, назван по имени вулкана Поас.

## Округа
Кантон разделён на 5 округов:
1. Сан-Педро
2. Сан-Хуан
3. Сан-Рафаэль
4. Каррильос
5. Сабана-Редонда